# Національний інститут раку (Україна)
Національний інститут раку України — найстаріший клінічний та дослідницький міжнародно-акредитований онкологічний центр спеціалізованої, висококваліфікованої медичної допомоги в Україні. В Інституті здійснюються операції найвищого рівня складності.
У 2020 році Національному інституту раку виповнилося 100 років. 100 років боротьби за життя, 100 років досягнень державного та світового рівня. На честь ювілею в НСК «Олімпійський», 30 вересня - 02 жовтня 2021 року відбудеться «XIV з'їзд онкологів та радіологів України».

## Напрями
Інститут проводить наукові дослідження, лікування хворих, нарощує потенціал освіти та поширення знань з онкології.
Національний інститут раку:
- охоплює всі аспекти контролю за онкологічними захворюваннями: профілактика, скринінг, лікування та наукові дослідження.
- проводить дослідження на базовому, трансляційному та клінічному рівнях, що в кінцевому підсумку, призводить до важливих клінічних результатів: поліпшення профілактики, діагностики та терапії, які можуть зменшити захворюваність та смертність від усіх видів раку.
- відіграє ключову роль в дослідженні раку завдяки науковим якостям своєї команди та здатності проводити послідовні дослідження, починаючи з базових досліджень в лабораторії й закінчуючи клінічними дослідженнями із залученням пацієнтів.
- має за мету покращити стан сучасної допомоги пацієнтам з онкологічними захворюваннями та виступає в ролі науково-освітнього центру з розробки інноваційних діагностичних та терапевтичних методів, обміну передовим досвідом.
- розробляє та впроваджує національні та регіональні стратегії боротьби з раком, координує регіональну онкологічну мережу та допомагає нарощувати її потенціал у різних сферах онкологічної допомоги, пропонуючи програми стажування та навчання.[3]

## Історія

### Виникнення інституту
Історія створення інституту пов’язана з відкриттям рентгенівських променів Іваном Пулюєм і Вільгельмом Конрадом Рентгеном, котрий 28 грудня 1895 року опублікував статтю під назвою «Про новий тип променів. Попереднє повідомлення», які назвав X-променями. За це відкриття у 1901 році Рентгену було присуджено першу Нобелівську премію з фізики.
У 1896 році були проведені операції з використанням діагностики за допомогою Х-променів у клініці Київського університету імені Святого Володимира.
В Києві перший рентгенівський кабінет почав роботу в 1898 р., в лікарні Покровського жіночого монастиря.
Після початку Першої світової війни 2 вересня 1914 року ініціативна група киян (М.П. Дукельський, І.І. Косоногов, О.М. Карбів, Ю.П. Тесленко та інші) створили громадську організацію під назвою «Комісія допомоги пораненим рентгенівським дослідженням», до складу якої увійшли професори і викладачі Київського університету і Київського політехнічного інституту, а також шість лікарів. Головою було вибрано І.І. Косоногова.
До середини в 1915 р. комісія мала 21 постійний і один пересувний рентген-кабінет.
З 1915 р. Комісія почала випуск журналу з рентгенології – «Вісті Київської рентгенівської комісії».
У 1918 р. за ініціативою Ю.П. Тесленка відділ охорони здоров’я при Київському міському і губернському виконкомі ухвалив рішення: «Рентгенівську комісію допомоги пораненим», що фактично припинила свою діяльність, ліквідовувати і на її базі створити громадську організацію «Київська міська рентген-допомога», яка повинна функціонувати на принципах самоокуповування. Директором був затверджений інженер Ю.П. Тесленко.

### 1920–1924 роки
15-16 червня 1920 р. «Рентген-допомога» змінює адресу – переїздить в приміщення будинку мільйонера Терещенка по вул. Караваєвській, 7 (зараз це вул. Толстого, 7).
Організатором перших наукових і медичних установ із застосуванням Х-променології став Ю.П. Тесленко, він і очолив новостворений Київський рентгенівський інститут з 15 червня 1920 року.
7 липня 1920 року, відповідно до наказу Губернського відділу охорони здоров'я (Губздороввідділу) від № 48 шляхом реорганізації центральної станції рентгенології, були затверджені структура та штат Інституту.
У складі інституту були відділи: рентгено-діагностичний, рентгено-терапевтичний, фізикотехнічний, телегамма-радіолоігічний, експериментальної радіології та онкології, 8 лабораторій і клініка з 4 відділами.
У 1921 р. – в штат інституту вводиться учбова частина, організовані експериментальні майстерні для виготовлення підручної рентгенівської апаратури, вакуум-лабораторія і склодувна майстерня.
У 1923  р. – реорганізація лабораторії в рентгенофізичний відділ з фізико-технічною лабораторією проф. В.К. Роше.
У 1924 р. – застосування глибокої рентгенотерапії онкологічних хворих (злоякісних пухлин матки, яєчника, молочної залози, середостіння).
У 1924 р. – організовано відділ експериментальної біології і медицини (очолив О.А. Кронтовський, з 1933 р. – М.А. Магат).

### 1925-1930 роки
У 1925 р. Інститут був перейменований у Київський рентгено-радіологічний інститут.
Видатна польська вчена Марія Складовська-Кюрі подарувала інституту препарат радію мезоторій.
У 1926 р. при відділі експериментальної біології і медицини організовані біохімічна лабораторія та лабораторія експериментального раку.
З 1926 по 1930 р. у Фізико-технічному відділі працювали О.П. Александров і В.М. Тучкевич.
У 1928 р. – перетворення патологоанатомічної лабораторії в патологоморфологічну.
У 1930 р. Інститут перейменовано у 2-й Український державний рентгенологічний та радіологічний інститут.
У 1930 р. відкривається онкологічний диспансер з соціально-патологічним відділенням.

### 1931-1941 роки
У 1931 р. – відбувається передача вакуум-лабораторії, склодувної і механічної майстерень у склад новоствореного заводу “РЕНТОК” (директором призначено Ю.П. Тесленко).
Замість Ю. П. Тесленка директором інституту призначається О.П. Потерило.
У 1931 р. відкривається клінічне радіологічне відділення на 12 ліжок у лікарні їм. Жовтневої революції (зараз КНП "Олександрівська клінічна лікарня м. Києва").
З 1933 р. – директором призначено П.Р. Фішмана.
У 1934 р. відкривається стаціонар на 50 ліжок з хірургічним, гінекологічним та рентгено-радіологічним і терапевтичним відділеннями.
З 1934 р. – Інститут перейменувано на «Київський рентгенорадіологічний та онкологічний інститут».
У 1934 р. – видано посібник “Злоякісні новоутворення” (під ред. Р.Б. Биховського та П.А. Кучеренка).
З 1935 р. – директором  призначено М.І. Шора.
З 1936 р. – директором стає Д.А. Гриневич.

### 1941-1945 роки
З початком Великої Вітчизняної війни багатьох лікарів і працівників середнього медичного персоналу було призвано в армію, в тому числі і директора інституту Д.А. Гриневича. Виконуючим обов’язки директора був призначений Е.В. Сухомлин.
Було видано наказ, відповідно до якого:
- частину рентгенологічної апаратури демонтувати і завантажити для евакуації на схід;
- залишити все необхідне для лікування онкологічних хворих у стаціонарі (близько 70 осіб) і тих, хто звертається за допомогою з числа громадян, які залишилися;
- при захопленні міста ворогом інститут з клінікою як лікарняний заклад передати згідно з Міжнародними конвенціями та угодами про лікарняні заклади у воєнний час.

На фронтах Великої Вітчизняної війни загинуло багато співробітників інституту: Д.А. Гриневич, К.Л. Орачевский, І.Б. Левинський, Р.К. Кругликова, Н.Р. Зільберберг та ін.
Закатовані або розстріляні в катівнях гестапо: М.А. Магат, К.Л. Кореневський, М.Д. Ревуцка, Р.П. Седлецький.
Відновлення інституту почалося відразу після визволення м. Києва.
Наказом № 42 НКЗ УРСР 8 листопада 1943 р. в.о. директора призначається С.М. Яковенко, який незабаром вирушає в армію, і його заміщує В.В. Джос.
У 1945 р. директором призначається лікар А.М. Семенова, заступником з наукової частини – професор А.А. Городецький.
Впродовж 1944, 1945 років Київський рентгено-радіологічний онкологічний інститут перебував у стані відновлення. Акт 1944 р. свідчить, що матеріальні збитки установи, склали 3 236 508 рублів.

### 1946-1950 роки
З 1946 р. директором стає  І.Т. Шевченко.
У 1946 р. створено Вчену Раду інституту.
У 1946 р. створено томофлюорограф (М. С. Овощніков).
З 1946 р. в Інституті почали працювати з солями урану.
У 1949 р. – застосування ембіхіна при лімфогранулематозі.
У 1949 р. – завод “РЕНТОК” почав серійний випуск томофлюорографів.

### 1950-ті роки
1951 р. – Київський науково-дослідний рентгено-радіологічний та онкологічний інститут (КНДРРОІ) стає центром координації наукової тематики з проблеми “Рак і боротьба з ним”.
1952 р. – в Інституті починають застосовувати кобальтотерапію.
У 1954 р. І.Т.Шевченко призначений головним онкологом МОЗ УРСР.
Наказом № 061 МОЗ УРСР від 27 лютого 1957 р. організаційно-методичне керівництво протираковою боротьбою на території республіки юридично покладене на КНДРРОІ.

### 1960-ті роки
У 1960 р. керівництво КНДРРОІ порушує клопотання перед секретарем ЦК КПУ О.І. Іващенко і заст. голови Ради міністрів УРСР І.Т. Кальченко про будівництво нових приміщень.
Клопотання задовольняється, але будівництво комплексу передається новоствореному Інституту експериментальної і клінічної онкології (директор – акад. Р.Є.Кавецький), юридично організованому в 1960 р.
1964 р.  – розпочато видання збірника наукових праць «Клінічна онкологія».
1966 р. – почав працювати Київський науково-дослідний інститут експериментальної та клінічної онкології (КНДІЕКО), директор – Р.Є. Кавецький.
Розпочала роботу клініка на 200 ліжок і рентгенорадіологічне відділення, оснащене новітніми рент¬генорадіологічними апаратами.
1967 р. – початок будівництва нового комплексу приміщень для КНДРРОІ.
1968 р. – у будівництві нових корпусів відбувались перебої та зупинки робіт з різних причин, основною з яких був брак робочої сили.
У зв’язку із цим було ухвалено рішення прискорити будівництво за рахунок щоденного залучення на будівництво 10-12 людей із числа співробітників інституту і персоналу клініки; крім того, по суботам і неділям у роботах брали участь майже всі співробітники, лікарі і середній медичний персонал.
Питання будівництва включалися до порядку денного всіх партзборів, засідань Вченої ради і профзборів.
У 1971 р. відбулася велика реорганізація Київського науково-дослідного рентгено-радіологічного та онкологічного інституту (КНДРРОІ) і Київського науково-дослідного інституту експериментальної та клінічної онкології (КНДІЕКО).
На КНДРРОІ, директором якого став А.І.Позмогов, була покладена розробка клінічних аспектів онкології, рентгенології й радіології, у зв’язку з чим установі передаються клінічні й радіологічні підрозділи та будівлі КНДІЕКО.
КНДІЕКО отримує академічний статус і входить до складу АН УРСР під назвою Інститут проблем онкології.
У 1971 р. відбулася велика реорганізація Київського науково-дослідного рентгено-радіологічного та онкологічного інституту (КНДРРОІ) і Київського науково-дослідного інституту експериментальної та клінічної онкології (КНДІЕКО).

### 1980-ті роки
1981 р. – КНДРРОІ відвідує президент Академії медичних наук СРСР, директор Всесоюзного онкологічного наукового центру Академії медичних наук СРСР проф. Блохін М.М., який дає високу оцінку науковій і практичній діяльності інституту.
1986 р. – співробітники інституту беруть активну участь у ліквідації наслідків аварії на Чорнобильській АЕС.
У клініці інституту проводиться лікування пожежників, які брали участь у гасінні пожежі на 4- му енергоблоці. Трансплантації кісткового мозку проводилися тим потерпілим, у кого була гостра променева хвороба.
В 1986 році в 6- й московській клініці з 13 пожежних і співробітників ЧАЕС, доставлених із цим діагнозом, після пересадження кісткового мозку вмерли 11 людей. У КНДРРОІ з 11 пацієнтів вижили всі.
Накопичений науковий і практичний досвід викладений у монографії «Гостра променева хвороба в умовах Чорнобильської катастрофи: метод. посібник» (за редакцією проф. Л.П. Кіндзельського).
1987 г. – директором інституту став проф. В.Л. Ганул.
З 1987 р. – Київський науково-дослідний інститут онкології (КНДІО).
1987 р. – консультативна поліклініка починає роботу в новому корпусі.
1989 р. – початок будівництва нового клініко-хірургічного корпусу, однак, через розпад СРСР та економічний хаос у перші роки незалежності України (1991 р.) був закладений лише його фундамент.
1991 р. – директором інституту стає проф. С.О. Шалімов.
З 1992 р. – Український науково-дослідний інститут онкології і радіології (УНДІОР)

### 2001-2021 роки
2005 р.  – на честь 85-річчя Інституту онкології АМН України видано ілюстрований журнал.
У 2007 р. Україна приєдналася до конвенції країн, що підписали Паризьку хартію боротьби проти раку, зобов’язавшись підготувати національну стратегію боротьби з онкологічними захворюваннями.
Розпорядженням Кабінету Міністрів України від 24.12.2007 р. № 1 18б-р Національний інститут раку було передано під юрисдикцію Міністерства охорони здоров’я України. Після цього в Національному інституті раку розпочалися реформи онкологічної галузі, спрямовані на наближення до Європейських стандартів надання медичної допомоги.
З 2008 р. по лютий 2015 р. інститут очолював професор І.Б. Щепотін.
На урочистому засіданні, присвяченому Всесвітньому дню боротьби з раком, 4 лютого 2009 р. Президент України Віктор Ющенко оголосив Указ від 3 лютого 2009 р. № 67/2009 про надання Державній установі «Національний інститут раку» статусу національного і надалі іменувати її – Національний інститут раку.
З 2015 р. до 2019 р. директором інституту була лікар-онкохірург, доктор медичних наук О.О. Колесник.
З 2019 р. до 2021 р. виконуючим обов’язки директора інституту був доктор медичних наук, заслужений лікар України О.І. Яцина, нині Заступник директора з лікувально-координаційної роботи.
Згідно з наказом МОЗ No. 11-О від 05.03.2021 р. виконуючим обов’язки було призначено А.Ф. Шипко, колишнього народного депутата України VIII скликання, члена Комітету Верховної Ради України з питань охорони здоров'я, керівника групи з міжпарламентських зв'язків з Чорногорією.

## Структура
В Інституті функціонує клініка на 600 ліжок і консультативна поліклініка, яка розрахована на 400 відвідувань у зміну.
На сьогоднішній день в інституті працюють такі відділення:
- Відділення дистанційної променевої терапії
- Консультативна поліклініка (реєстратура)
- Науково-дослідний відділ радіаційної онкології
- Відділення ядерної медицини з клінічним відділенням радіонуклідної діагностики і терапії
- Відділення анестезіології та інтенсивної терапії
- Відділ променевої діагностики
- Науково-дослідне відділення онкогінекології
- Науково-дослідне відділення дитячої онкології
- Відділення психологічної допомоги
- Відділення онкогематології
- Науково-дослідне відділення пухлин грудної залози та її реконструктивної хірургії
- Науково-дослідне відділення онкоортопедії, м’яких тканин і шкіри
- Відділення онкоколопроктології
- Науково-дослідне відділення пластичної та реконструктивної онкоурології
- Відділення пухлин печінки, підшлункової залози та онковаскулярної хірургії
- Науково-дослідне відділення хімієтерапії солідних пухлин
- Відділення пухлин легень та середостіння
- Науково-дослідне відділення пухлин голови та шиї
- Відділення пухлин стравоходу і шлунка
- Ендоскопічне відділення[9]

Окрім цього в складі інституту існують:
- Спеціалізована вчена рада
- Рада молодих вчених
- Аспірантура і докторантура
- Науково-дослідний відділ організації протиракової боротьби
- Науково-дослідне відділення організації протиракової боротьби
- Інформаційно-аналітичне відділення медичної статистики
- Науково-дослідне відділення координації досліджень, впровадження, захисту прав інтелектуальної власності
- Науково-дослідна лабораторія експериментальної онкології
- Науково-дослідна лабораторія медичної фізики та біоінженерії
- Науково-дослідне відділення пухлин органів черевної порожнини
- Інститут проводить міжнародні та всеукраїнські наукові та науково-практичні конференції, видає журнал «Клінічна онкологія»

В Інституті можна пройти стажування.